# Mannen som elsket Yngve
Mannen som elsket Yngve è un film del 2008 diretto da Stian Kristiansen e tratto dal romanzo omonimo di Tore Renberg. In Italia è stato presentato al Film Festival 2008 di Roma.

## Trama
Novembre 1989. Mentre il comunismo sta collassando in Europa, nella piccola città norvegese di Stavanger un gruppo di ragazzi norvegesi fonda una band musicale, la "Mattias Rust Band". Jarle Klepp, cantante della band, rimane particolarmente colpito da Yngve, un ragazzo appena arrivato nella sua classe che ama ascoltare i Duran Duran e giocare a tennis. Con il passare del tempo Jarle si scopre innamorato del ragazzo ed inizia a trascurare la band, sua madre e la sua ragazza per trascorrere sempre più tempo con l'amico Yngve.

## Sequel e prequel
Il successo ottenuto dal film ha portato alla realizzazione di un sequel, Jeg reiser alene (2011), e un prequel, Kompani Orheim (2012).

## Errori
- La maglietta indossata da Yngve quando gioca a tennis è una J.Lindeberg shirt. Le J.Lindeberg iniziarono ad essere realizzate a partire dal 1996 mentre il film è ambientato nel 1989.

## Colonna sonora
- I Wanna Be Adored - The Stone Roses
- Love Will Tear Us Apart - Joy Division
- Du sklei meg så nær innpå livet - The Aller Værste!
- Når knoklene blir til gele - Raga Rockers
- Ghost - Japan
- Just Like Honey - The Jesus & Mary Chain
- Just like Heaven - The Cure
- The One I Love - R.E.M.
- Fittesatan Anarkikommando - Mathias Rust Band
- Fortapt - Rolf Kristian Larsen
- Ever Fallen in Love? (With Someone You Shouldn't've) - Buzzcocks
- The Look - Roxette
- Lullaby - The Cure
- Bo Jo Cie Kochom - 'De Press'

## Premi e Nomination
| Anno | Premio                    | Categoria                        | Ricevente                                                                | Risultato       |
| ---- | ------------------------- | -------------------------------- | ------------------------------------------------------------------------ | --------------- |
| 2008 | Premio Amanda             | Miglior film                     | Yngve Sæther                                                             | Vincitore/trice |
| 2008 | Premio Amanda             | Miglior regia                    | Stian Kristiansen                                                        | Vincitore/trice |
| 2008 | Premio Amanda             | Miglior montaggio                | Vidar Flataukan                                                          | Vincitore/trice |
| 2008 | Premio Amanda             | Miglior film per ragazzi         | Stian Kristiansen                                                        | Vincitore/trice |
| 2008 | Premio Amanda             | Miglior attore                   | Rolf Kristian Larsen                                                     | Candidato/a     |
| 2008 | Premio Amanda             | Miglior attore non protagonista  | Arthur Berning                                                           | Candidato/a     |
| 2008 | Premio Amanda             | Miglior attrice non protagonista | Ida Elise Broch                                                          | Candidato/a     |
| 2008 | Nordic Council Film Prize | N.D.                             | Stian Kristiansen Tore Renberg Sigve Endresen Yngve Sæther Brede Hovland | Candidato/a     |
| 2008 | Just Film Award           | Miglior film per ragazzi         | Stian Kristiansen                                                        | Vincitore/trice |
| 2008 | Golden Eye                | Miglior debutto                  | Stian Kristiansen                                                        | Candidato/a     |